# Condado de Crawford (Ohio)
O Condado de Crawford é um dos 88 condados do estado americano de Ohio. A sede do condado é Bucyrus, e sua maior cidade é Bucyrus. O condado possui uma área de 1 043 km² (dos quais 2 km² estão cobertos por água), uma população de 46 966 habitantes, e uma densidade populacional de 45 hab/km² (segundo o censo nacional de 2000). O condado foi fundado em 1815.